# Колюпанов, Нил Петрович
Нил Петрович Колюпанов (27 сентября (9 октября) 1827 — 10 (22) июня 1894) — русский публицист, историк и земский деятель.

## Биография
Окончил Костромскую гимназия (1844) и юридический факультет Московского университета.
Публицистическую деятельность начал в «Санкт-Петербургских ведомостях», при редакторе В. Ф. Корше. В 1866—1868 гг. был деятельным сотрудником «Вестника Европы», где разрабатывал вопросы земского и городского самоуправления. Как общественный деятель, он много потрудился при проведении крестьянской реформы. Знаток крестьянского дела и крестьянской жизни, он работал и по начальному народному образованию, и был видным деятелем в земстве Костромской губернии, где в течение многих лет, до смерти, состоял предводителем дворянства в своём Ветлужском уезде. Им была составлена записка «Экономическое значение северного направления Уральской линии» (СПб.: тип. Ф. С. Сущинского, 1869. — 118 с.).
В 1882 году он был в числе «сведущих людей», приглашённых для совещаний в Санкт-Петербург при министерстве графа Игнатьева. В 1890 году был произведён в чин действительного статского советника.[уточнить]
Умер 10 (22) июня 1894 года. Был похоронен на кладбище в Ипатьевском монастыре.

## Публикации
Многочисленные журнальные и газетные статьи Колюпанова были посвящены разработке и выяснению многих важных вопросов народной жизни.
В сотрудничестве с князем А. И. Васильчиковым и В. Ф. Лугининым участвовал в организации учреждений мелкого кредита.
Интересуясь ссудо-сберегательными товариществами, основание которым положено было в Костромской губернии, он составил:
- Практическое руководство к учреждению сельских и ремесленных банков по образцу немецких ссудных товариществ. — М.: тип. А. И. Мамонтова и К°, 1869. — VIII, 269 с.
  - 1870. — VIII, 271 с.

Ему также принадлежит ряд исторических сочинений:
- «Очерк внутреннего управления в России, начиная с московского периода» («Русская мысль». — 1882. — Кн. 1 и 2);
- «Очерк внутреннего управления в России при императрице Екатерине II» («Русская мысль». — 1883.— Кн.2;
- «Очерк истории русского театра до 1812 г.» («Русская мысль». — 1889. — Кн. 5, 7 и 8);
- «Административное и судебное устройство Царства Польского от конституции 1815 г. до реформы 1864 г.» («Юридический вестник». — 1890 г. — № 10 и 11; 1891. — № 5).

Им был составлен Обзор десятилетней деятельности Ветлужского земства : 1866—1876. Вып. 1-3. — Кострома: Губ. тип., 1876—1877: Вып. 1 — 1877. — [2], II, II, 328 с.; Вып. 2 — [1876]. — [4], 146 с., 1 л. табл.; Вып. 3 — 1877. — [4], 213 с..
В последние годы своей жизни он занимался (но не успел довести до конца) составлением обширной биографии А. И. Кошелева:
- Т. I. Кн. 1. — Москва: О. Ф. Кошелевой, 1889. — VIII, 584 с.
- Т. I. Кн. 2. — Москва: О. Ф. Кошелевой, 1889. — [4], 443 с., 1 л. портр.
- Т. II. — М.: тип.-лит. т-ва И. Н. Кушнерев и К°, 1892. — XII, 436, 153 с.